# Stadion Śląski
Das Stadion Śląski (deutsch Schlesisches Stadion, englisch Silesian Stadium) ist ein Fußballstadion mit Leichtathletikanlage in der südpolnischen Großstadt Chorzów (deutsch Königshütte), Woiwodschaft Schlesien. Die Anlage im Schlesischen Park erfüllt die Vorgaben der UEFA-Stadionkategorie 4. Genutzt wird es für Länderspiele der polnischen Fußballnationalmannschaft. Bis in die 2000er Jahre fanden auch Europapokalspiele der Fußballvereine aus der Woiwodschaft Schlesien statt. Einen festen Heimverein, der regelmäßig im Stadion spielt, gibt es nicht. Neben dem Fußball werden Leichtathletikveranstaltungen durchgeführt. Des Weiteren werden auch Konzerte im Stadion Śląski veranstaltet. Es trägt den Spitznamen Kocioł Czarownic (deutsch Hexenkessel).

## Geschichte
Der Plan ein Stadion für den Ballungsraum Oberschlesien entstand schon vor dem Zweiten Weltkrieg. Die an das Berliner Olympiastadion angelehnten Pläne wurden nach dem Krieg verworfen. Der Architekt Julian Stefan Brzuchowski entwarf Anfang der 1950er Jahre die Anlage. Die Arbeiten begannen 1951. Das Stadion Śląski fasste zum Zeitpunkt der Eröffnung 1956 offiziell 87.000 Zuschauer. In den folgenden Jahren kamen häufig an die 100.000 Menschen zu Spielen ins Stadion. Ende der 1950er Jahre war das Flutlicht einsatzbereit. Von den 1950er bis in die 1980er Jahre wurden die Derbys in Oberschlesien im Stadion Śląski ausgetragen. Am 18. September 1963 wurde die Rekordkulisse für ein Fußballspiel aufgestellt, als 120.000 Zuschauer die Partie von Górnik Zabrze gegen den österreichischen Klub Austria Wien im Rahmen des Europapokals der Landesmeister 1963/64 verfolgten, das Górnik mit 1:0 gewann. 1967 fanden im weiten Rund die Polnischen Leichtathletik-Meisterschaften statt. Die Kugelstoßerin Nadeschda Tschischowa aus der UdSSR stieß bei einer Leichtathletikveranstaltung im Stadion am 13. Juli 1969 als erste Frau die Kugel über die 20-Meter-Marke und stellte mit 20,09 Meter einen neuen Weltrekord auf. Am 6. Juli 1971 beschloss die damalige Woiwodschaft Katowice die Leichtathletikanlage durch eine Speedwaybahn zu ersetzen. Die 384 Meter lange und 9,5 Meter breite Schlackebahn wurde am 5. Mai 1973 vom Komitee des polnischen Automobilverbandes offiziell abgenommen und gehörte zu den modernsten Anlagen der Welt. Es fanden hier u. a. mehrere Weltmeisterschaften in Speedway statt. 1993 erklärte der polnische Fußballverband PZPN die Sportstätte zum Nationalstadion und zur Heimspielstätte der Fußballnationalmannschaft. Dafür wurde das Stadion Śląski von 1994 bis 1997 in ein Sitzplatzstadion umgewandelt. 2001 wurde eine neue Tribüne im Osten mit angeschlossenem Hotel fertiggestellt und die Ränge mit Kunststoffsitzen ausgestattet. Das Platzangebot sank auf 47.202 Plätze herab. Bis zum Beginn der Modernisierungsarbeiten 2009 trug die Auswahl Polens in Chorzów Länderspiele aus. 2010 bewarb sich die Stadt mit dem umgebauten Stadion Śląski, neben Peking und London, offiziell für die Leichtathletik-Weltmeisterschaften 2015. Durch die Verzögerungen beim Umbau zog man sich zurück und den Zuschlag erhielt die chinesische Hauptstadt.

### Umbau
2008 gewann der Entwurf von gmp Architekten in Zusammenarbeit mit den Tragwerksplanern von Schlaich Bergermann Partner (sbp) den Designwettbewerb. 2009 begann die Modernisierung der Anlage im Hinblick auf die Fußball-Europameisterschaft 2012 in Polen und der Ukraine. Die Pläne sahen u. a. eine komplette Überdachung der Ränge durch eine von Tragseilen über 40 eingespannte Stahlbetonstützen gehaltenen Konstruktion mit einem transluzenten Polycarbonat gedecktem Dach vor. Die Kapazität sollte auf etwa 55.000 Besucher steigen. Bis zum Sommer 2011 sollten die Arbeiten abgeschlossen werden. Die Arbeiten aber verzögerten sich und das 2012 fertiggestellte Stadion Narodowy in Warschau wurde anstatt des Stadion Śląski zum Nationalstadion erklärt. Da die Zeit nicht mehr bis zur EM 2012 ausreichte, sollte das Stadion als Trainingsstätte des Turniers dienen. Im Juli 2011 kam es beim Heraufziehen der Seilnetzkonstuktion des Ringseildaches zu einem Unfall. Es brachen Bauteile, daraufhin ruhten die Arbeiten. Die Regierung der Woiwodschaft Schlesien als Eigentümer startete 2013 eine neue Ausschreibung zum Weiterbau und zur Fertigstellung des Daches. Die Pfeifer Holding übernahm das unfertige Dach. Die Konstruktion musste inspiziert und akzeptiert werden. Durch eine überarbeitete Planung mussten neue Teile angeliefert werden. Nach einer Revision der jahrelang am Boden liegenden Seilkonstruktion kam man zu dem Schluss, den Knoten des Seilnetzes durch eine neue Konstruktion zu ersetzen. Von den Seilen wurden nach einer Prüfung nur wenige aussortiert. Ende 2015 konnte das Seilnetz ohne Probleme in einem Zug gehoben und eingebolzt werden. Der Stadionbau konnte im September 2017 fertiggestellt werden. Die Kosten stiegen von ursprünglich 360 Mio. PLN (etwa 80 Mio. €) auf über 650 Mio. PLN (rund 145 Mio. €). Das Dach misst axial 335 Meter in der Länge und 275 Meter in der Breite. Der Bau ragt mit der tragenden Dachkonstruktion 49 Meter in die Höhe.

### Nach dem Umbau
Nach dem Umbau verfügt das Stadion über 54.378 Sitzplätze, die z. B. beim Fußball genutzt werden können. Zu Konzerten steigt die Kapazität, mit Stehplätzen im Innenraum, auf rund 85.000 Besucher. Die in die UEFA-Kategorie 4 eingestufte Arena besitzt auch eine Leichtathletikanlage mit neun Spuren der Klasse 1 des Weltverbandes World Athletics. Neben den 1.777 Business-Sitzen befinden sich 384 Plätze in den 25 V.I.P.-Logen. Es stehen darüber hinaus 106 rollstuhlgerechte Plätze und bis zu 842 Plätze für die Medien- und Pressevertreter zur Verfügung. Das Dach deckt eine Fläche von 43.000 m². Das Spielfeld aus natürlichem Grün erstreckt sich über 7.500 m².
Seit 2017 ist die Sportarena der Zielpunkt des Silesia Marathon. Das erste Fußballspiel im umgebauten Stadion bestritt am 27. März 2018 die polnische Fußballnationalmannschaft gegen die Nationalelf von Südkorea. Die Hausherren siegten mit 3:2. Am 22. August 2018 wurde erstmals das Leichtathletikmeeting Memoriał Kamili Skolimowskiej, in Erinnerung an die verstorbene Olympiasiegerin im Hammerwurf Kamila Skolimowska (1982–2009), in Chorzów ausgetragen. Es kamen 41.200 Zuschauer zu der Veranstaltung. Seitdem findet es jährlich im Stadion Śląski statt. Beim Meeting 2020 am 6. September warf der deutsche Speerwerfer Johannes Vetter im dritten Versuch den Speer auf 97,76 m. Diese Weite liegt nur 72 cm unter dem seit 1996 bestehenden Weltrekord von Jan Železný von 98,48 m. Es ist der zweitweiteste Wurf seit Einführung des neuen Speers im Jahr 1986. Seinen eigenen deutschen Rekord von 94,44 m übertraf Vetter um 3,32 m.
Die World Athletics Relays 2021 wurden am 1. und 2. Mai im Stadion ausgetragen. Ende Mai folgte ist die Leichtathletik-Team-Europameisterschaft 2021. Zuvor unterlag die schlesische Stadt Katowice mit dem nahegelegenen Stadion Śląski gegen die italienische Hauptstadt Rom mit dem Olympiastadion um die Austragung der Leichtathletik-Europameisterschaften 2024. Die Leichtathletik-Europameisterschaften 2028 sollen in Chorzów stattfinden. Im Jahr zuvor macht die Leichtathletik-Team-Europameisterschaft 2027 nach sechs Jahren wieder Station im Stadion Śląski.
Am 16. März 2024 gab es im Stadion Śląski, nach es nach 15 Jahren, wieder das Derby zwischen Ruch Chorzów und Górnik Zabrze. Das Spiel besuchten 38.106 Zuschauer und Górnik gewann mit 2:1. Im Stadion entstanden erhebliche Schäden. Es wurden Toiletten, Türen, Kabinen und Heizkörper zerstört und Fliesen von den Wänden gerissen. Auch der Eingang zum Besucherbereich wurde beschädigt und Kabel sowie Ausrüstung wurden herausgerissen. Um Reparaturen durchzuführen, müsse der Gästebereich für mindestens drei Monate geschlossen werden.
Beim Memoriał Kamili Skolimowskiej 2024 am 25. August wurden zwei neue Weltrekorde aufgestellt. Der Norweger Jakob Ingebrigtsen brach mit 7:17,55 min den fast 28 Jahre alten Rekord von Daniel Komen (7:20,67 min) aus Kenia über den nicht olympischen 3000-Meter-Lauf. Ein weiteres Mal verbesserte der Schwede Armand Duplantis den Weltrekord um einen Zentimeter auf 6,26 m. Am 5. des Monats verbesserte er die Bestmarke bei den Olympischen Sommerspielen auf 6,25 m. Es ist der insgesamt zehnte Weltrekord für Duplantis.

### Name
Im April 2025 wurde bekannt, dass ein Sponsoringvertrag über den Stadionnamen mit dem Online-Autohändler Superauto.pl abgeschlossen wurde. Das Stadion wird den Namen Superauto.pl Stadion Śląski tragen. Die Laufzeit liegt bei drei Jahren mit einer Option für zwei weitere Jahre. Über das finanzielle Volumen der Vereinbarung wurden keine Angaben gemacht. Im Mai 2019 einigte man sich mit der Polska Grupa Górnicza (PGG, deutsch Polnische Bergbaugruppe) auf einen Sponsoringvertrag, der letztendlich aber nicht unterzeichnet wurde.

## Länderspiele der polnischen Fußballnationalmannschaft
Mit dem ersten Länderspiel am 22. Juli 1956 gegen die DDR eröffnete die polnische Fußballnationalmannschaft das neue Stadion. 61 Mal trat die polnische Elf in Chorzów an. Die grün unterlegten Begegnungen sind nur vom polnischen Verband offiziell anerkannte Länderspiele, dazu gehört auch ein Qualifikationsspiel zu den Olympischen Sommerspielen 1960.
| Nr. | Datum         | Partie                 | Ergebnis  | Anlass                                   | Zuschauerzahl |
| --- | ------------- | ---------------------- | --------- | ---------------------------------------- | ------------- |
| 1   | 22. Juli 1956 | Polen – DDR            | 0:2 (0:0) | Eröffnungsspiel                          | 90.000        |
| 2   | 20. Okt. 1957 | Polen – UdSSR          | 2:1 (1:0) | WM-Qualifikation 1958                    | 93.000        |
| 3   | 11. Mai 1958  | Polen – Irland         | 2:2 (1:1) | Freundschaftsspiel                       | 80.000        |
| 4   | 14. Sep. 1958 | Polen – Ungarn         | 1:3 (0:1) | Freundschaftsspiel                       | 90.000        |
| 5   | 28. Juni 1959 | Polen – Spanien        | 2:4 (1:2) | EM-Qualifikation 1960                    | 71.469        |
| 6   | 8. Nov. 1959  | Polen – Finnland       | 6:2 (4:2) | Olympiaqualifikation 1960                | ?             |
| 7   | 26. Juni 1960 | Polen – Bulgarien      | 4:0 (2:0) | Freundschaftsspiel                       | 25.000        |
| 8   | 25. Juni 1961 | Polen – Jugoslawien    | 1:1 (1:1) | WM-Qualifikation 1962                    | 57.000        |
| 9   | 5. Nov. 1961  | Polen – Dänemark       | 5:0 (2:0) | Freundschaftsspiel                       | 10.000        |
| 10  | 10. Okt. 1962 | Polen – Nordirland     | 0:2 (0:1) | EM-Qualifikation 1964                    | 31.500        |
| 11  | 2. Juni 1963  | Polen – Rumänien       | 1:1 (0:0) | Freundschaftsspiel                       | 40.000        |
| 12  | 23. Mai 1965  | Polen – Schottland     | 1:1 (0:0) | WM-Qualifikation 1966                    | 67.462        |
| 13  | 3. Mai 1966   | Polen – Ungarn         | 1:1 (0:0) | Freundschaftsspiel                       | 95.000        |
| 14  | 5. Juli 1966  | Polen – England        | 0:1 (0:1) | Freundschaftsspiel                       | 93.000        |
| 15  | 21. Mai 1967  | Polen – Belgien        | 3:1 (2:0) | EM-Qualifikation 1968                    | 65.000        |
| 16  | 24. Apr. 1968 | Polen – Türkei         | 8:0 (2:0) | Freundschaftsspiel                       | 17.000        |
| 17  | 30. Okt. 1968 | Polen – Irland         | 1:0 (0:0) | Freundschaftsspiel                       | 18.000        |
| 18  | 7. Sep. 1969  | Polen – Niederlande    | 2:1 (0:1) | WM-Qualifikation 1970                    | 100.000       |
| 19  | 14. Okt. 1970 | Polen – Albanien       | 3:0 (1:0) | EM-Qualifikation 1972                    | 8.507         |
| 20  | 6. Juni 1973  | Polen – England        | 2:0 (1:0) | WM-Qualifikation 1974                    | 73.714        |
| 21  | 26. Sep. 1973 | Polen – Wales          | 3:0 (2:0) | WM-Qualifikation 1974                    | 70.181        |
| 22  | 10. Sep. 1975 | Polen – Niederlande    | 4:1 (2:0) | EM-Qualifikation 1976                    | 77.000        |
| 23  | 24. März 1976 | Polen – Argentinien    | 1:2 (0:0) | Freundschaftsspiel                       | 60.000        |
| 24  | 21. Sep. 1977 | Polen – Dänemark       | 4:1 (2:0) | WM-Qualifikation 1978                    | 92.500        |
| 25  | 29. Okt. 1977 | Polen – Portugal       | 1:1 (1:0) | WM-Qualifikation 1978                    | 80.000        |
| 26  | 4. Apr. 1979  | Polen – Ungarn         | 1:1 (0:0) | Freundschaftsspiel                       | 80.000        |
| 27  | 2. Mai 1979   | Polen – Niederlande    | 2:0 (1:0) | EM-Qualifikation 1980                    | 100.000       |
| 28  | 26. Sep. 1979 | Polen – DDR            | 1:1 (0:0) | EM-Qualifikation 1980                    | 70.000        |
| 29  | 24. Sep. 1980 | Polen – ČSSR           | 1:1 (1:1) | Freundschaftsspiel                       | 45.000        |
| 30  | 2. Mai 1981   | Polen – DDR            | 1:0 (0:0) | WM-Qualifikation 1982                    | 74.000        |
| 31  | 2. Sep. 1981  | Polen – BR Deutschland | 0:2 (0:0) | Freundschaftsspiel                       | 70.000        |
| 32  | 22. Mai 1983  | Polen – UdSSR          | 1:1 (1:0) | EM-Qualifikation 1984                    | 75.000        |
| 33  | 11. Sep. 1985 | Polen – Belgien        | 0:0       | WM-Qualifikation 1986                    | 70.000        |
| 34  | 16. Sep. 1985 | Polen – Italien        | 1:0 (1:0) | Freundschaftsspiel                       | 10.000        |
| 35  | 19. Okt. 1988 | Polen – Albanien       | 1:0 (0:0) | Freundschaftsspiel                       | 30.000        |
| 36  | 11. Okt. 1989 | Polen – England        | 0:0       | WM-Qualifikation 1990                    | 32.423        |
| 37  | 25. Okt. 1989 | Polen – Schweden       | 0:2 (0:1) | WM-Qualifikation 1990                    | 12.000        |
| 38  | 29. Mai 1993  | Polen – England        | 1:1 (1:0) | WM-Qualifikation 1994                    | 65.000        |
| 39  | 2. Apr. 1997  | Polen – Italien        | 0:0       | WM-Qualifikation 1998                    | 32.000        |
| 40  | 31. Mai 1997  | Polen – England        | 0:2 (0:1) | WM-Qualifikation 1998                    | 32.000        |
| 41  | 27. Mai 1998  | Polen – Russland       | 3:1 (1:1) | WM-Qualifikation 1998                    | 7.000         |
| 42  | 31. März 1999 | Polen – Schweden       | 0:1 (0:1) | EM-Qualifikation 2000                    | 28.000        |
| 43  | 1. Sep. 2001  | Polen – Norwegen       | 3:0 (1:0) | WM-Qualifikation 2002                    | 42.500        |
| 44  | 6. Okt. 2001  | Polen – Ukraine        | 1:1 (1:0) | WM-Qualifikation 2002                    | 20.900        |
| 45  | 29. März 2003 | Polen – Ungarn         | 0:0       | EM-Qualifikation 2004                    | 48.000        |
| 46  | 10. Sep. 2003 | Polen – Schweden       | 0:2 (0:2) | EM-Qualifikation 2004                    | 20.000        |
| 47  | 8. Sep. 2004  | Polen – England        | 1:2 (0:1) | WM-Qualifikation 2006                    | 45.000        |
| 48  | 3. Sep. 2005  | Polen – Österreich     | 3:2 (2:0) | WM-Qualifikation 2006                    | 40.000        |
| 49  | 30. Mai 2006  | Polen – Kolumbien      | 1:2 (0:1) | Freundschaftsspiel                       | 40.000        |
| 50  | 11. Okt. 2006 | Polen – Portugal       | 2:1 (2:0) | EM-Qualifikation 2008                    | 40.000        |
| 51  | 17. Nov. 2007 | Polen – Belgien        | 2:0 (1:0) | EM-Qualifikation 2008                    | 47.000        |
| 52  | 1. Juni 2008  | Polen – Dänemark       | 1:1 (1:1) | EM-Qualifikation 2008                    | 40.000        |
| 53  | 11. Okt. 2008 | Polen – Tschechien     | 2:1 (1:0) | WM-Qualifikation 2010                    | 38.293        |
| 54  | 5. Sep. 2009  | Polen – Nordirland     | 1:1 (0:1) | WM-Qualifikation 2010                    | 38.914        |
| 55  | 14. Okt. 2009 | Polen – Slowakei       | 0:1 (0:1) | WM-Qualifikation 2010                    | 5.000         |
| 56  | 27. März 2018 | Polen – Südkorea       | 3:2 (2:0) | Freundschaftsspiel                       | 53.129        |
| 57  | 11. Okt. 2018 | Polen – Portugal       | 2:3 (1:2) | UEFA Nations League 2018/19              | 48.783        |
| 58  | 14. Okt. 2018 | Polen – Italien        | 0:1 (0:0) | UEFA Nations League 2018/19              | 41.692        |
| 59  | 11. Nov. 2020 | Polen – Ukraine        | 2:0 (1:0) | Freundschaftsspiel                       | 0             |
| 60  | 18. Nov. 2020 | Polen – Niederlande    | 1:2 (1:0) | UEFA Nations League 2020/21              | 0             |
| 61  | 29. März 2022 | Polen – Schweden       | 2:0 (0:0) | Final-Play-off der WM-Qualifikation 2022 | 54.078        |
| 62  | 6. Juni 2025  | Polen – Moldau         | 2:0 (1:0) | Freundschaftsspiel                       | 36.357        |
| 63  | 7. Sep. 2025  | Polen – Finnland       | -:- (-:-) | WM-Qualifikation 2026                    |               |

## Europapokalspiele polnischer Fußballvereine
Das Stadion Śląski war von den 1960er bis in die 2000er Jahre Austragungsort für Europapokalspiele von Fußballvereinen der Woiwodschaft Schlesien (Górnik Zabrze, Ruch Chorzów, GKS Katowice, Polonia Bytom und GKS Tychy). Die Zuschauerzahlen schwanken je nach Quelle bis zu mehreren Zehntausend. Die Besucherzahl bei der Partie Górnik Zabrze gegen Austria Wien vom 18. September 1963 wird je nach Quelle zwischen 89.089 und 120.000 Zuschauern (Besucherrekord) angegeben.
| Nr. | Datum         | Partie                                   | Ergebnis             | Anlass                                                 | Zuschauer |
| --- | ------------- | ---------------------------------------- | -------------------- | ------------------------------------------------------ | --------- |
| 1   | 13. Sep. 1961 | Górnik Zabrze – Tottenham Hotspur        | 4:2 (3:0)            | 1. Runde im Europapokal der Landesmeister 1961/62      | 55.000    |
| 2   | 12. Sep. 1962 | Polonia Bytom – Panathinaikos Athen      | 2:1 (1:1)            | 1. Runde im Europapokal der Landesmeister 1962/63      | 20.000    |
| 3   | 18. Nov. 1962 | Polonia Bytom – Galatasaray Istanbul     | 1:0 (1:0)            | Achtelfinale im Europapokal der Landesmeister 1962/63  | 8.462     |
| 4   | 18. Sep. 1963 | Górnik Zabrze – Austria Wien             | 1:0 (0:0)            | 1. Runde im Europapokal der Landesmeister 1963/64      | 89.089    |
| 5   | 13. Nov. 1963 | Górnik Zabrze – Dukla Prag               | 2:0 (1:0)            | Achtelfinale im Europapokal der Landesmeister 1963/64  | 76.404    |
| 6   | 20. Sep. 1964 | Górnik Zabrze – Dukla Prag               | 3:0 (1:0)            | 1. Runde im Europapokal der Landesmeister 1964/65      | 77.379    |
| 7   | 22. Sep. 1965 | Górnik Zabrze – Linzer ASK               | 2:1 (2:1)            | 1. Runde im Europapokal der Landesmeister 1965/66      | 38.887    |
| 8   | 28. Nov. 1965 | Górnik Zabrze – Sparta Prag              | 1:2 (0:1)            | Achtelfinale im Europapokal der Landesmeister 1965/66  | 46.609    |
| 9   | 20. Sep. 1967 | Górnik Zabrze – Djurgårdens IF           | 3:0 (1:0)            | 1. Runde im Europapokal der Landesmeister 1967/68      | 35.665    |
| 10  | 9. Nov. 1967  | Górnik Zabrze – Dynamo Kiew              | 1:1 (1:1)            | Achtelfinale im Europapokal der Landesmeister 1967/68  | 71.145    |
| 11  | 13. März 1968 | Górnik Zabrze – Manchester United        | 1:0 (0:0)            | Viertelfinale im Europapokal der Landesmeister 1967/68 | 77.649    |
| 12  | 1. Okt. 1969  | Górnik Zabrze – Olympiakos Piräus        | 5:0 (1:0)            | 1. Runde im Europapokal der Pokalsieger 1969/70        | 30.000    |
| 13  | 12. Nov. 1969 | Górnik Zabrze – Glasgow Rangers          | 3:1 (2:0)            | 2. Runde im Europapokal der Pokalsieger 1969/70        | 80.000    |
| 14  | 18. März 1970 | Górnik Zabrze – DFS Lewski-Spartak Sofia | 2:1 (1:0)            | Viertelfinale im Europapokal der Pokalsieger 1969/70   | 100.000   |
| 15  | 15. Apr. 1970 | Górnik Zabrze – AS Rom                   | 2:2 (0:1, 1:1) n. V. | Halbfinale im Europapokal der Pokalsieger 1969/70      | 90.000    |
| 16  | 16. Sep. 1970 | GKS Katowice – CF Barcelona              | 0:1 (0:0)            | 1. Runde im Messestädte-Pokal 1970/71                  | 85.000    |
| 17  | 16. Sep. 1970 | Ruch Chorzów – AC Florenz                | 1:1 (0:0)            | 1. Runde im Messestädte-Pokal 1970/71                  | 85.000    |
| 18  | 29. Sep. 1971 | Górnik Zabrze – Olympique Marseille      | 1:1 (1:0)            | 1. Runde im Europapokal der Landesmeister 1971/72      | 48.617    |
| 19  | 8. Nov. 1972  | Górnik Zabrze – Dynamo Kiew              | 2:1 (1:1)            | 2. Runde im Europapokal der Landesmeister 1972/73      | 70.000    |
| 20  | 18. Sep. 1985 | Górnik Zabrze – FC Bayern München        | 1:2 (1:1)            | 1. Runde im Europapokal der Landesmeister 1985/86      | 60.000    |
| 21  | 2. Okt. 1986  | GKS Katowice – Fram Reykjavík            | 1:0 (0:0)            | 1. Runde im Europapokal der Pokalsieger 1986/87        | 20.000    |
| 22  | 22. Okt. 1986 | GKS Katowice – FC Sion                   | 2:2 (2:0)            | 2. Runde im Europapokal der Pokalsieger 1986/87        | 10.000    |
| 23  | 5. Okt. 1988  | GKS Katowice – Glasgow Rangers           | 2:4 (1:2)            | 1. Runde im UEFA-Pokal 1988/89                         | 35.000    |
| 24  | 26. Okt. 1988 | Górnik Zabrze – Real Madrid              | 0:1 (0:0)            | 2. Runde im Europapokal der Landesmeister 1988/89      | 62.500    |
| 25  | 13. Sep. 1988 | Górnik Zabrze – ZSKA Sofia               | 1:1 (1:1)            | 1. Runde im Europapokal der Landesmeister 1989/90      | 6.390     |
| 26  | 14. Sep. 2000 | Ruch Chorzów – Inter Mailand             | 0:3 (0:0)            | 1. Runde im UEFA-Pokal 2000/01                         | 13.000    |

## Galerie

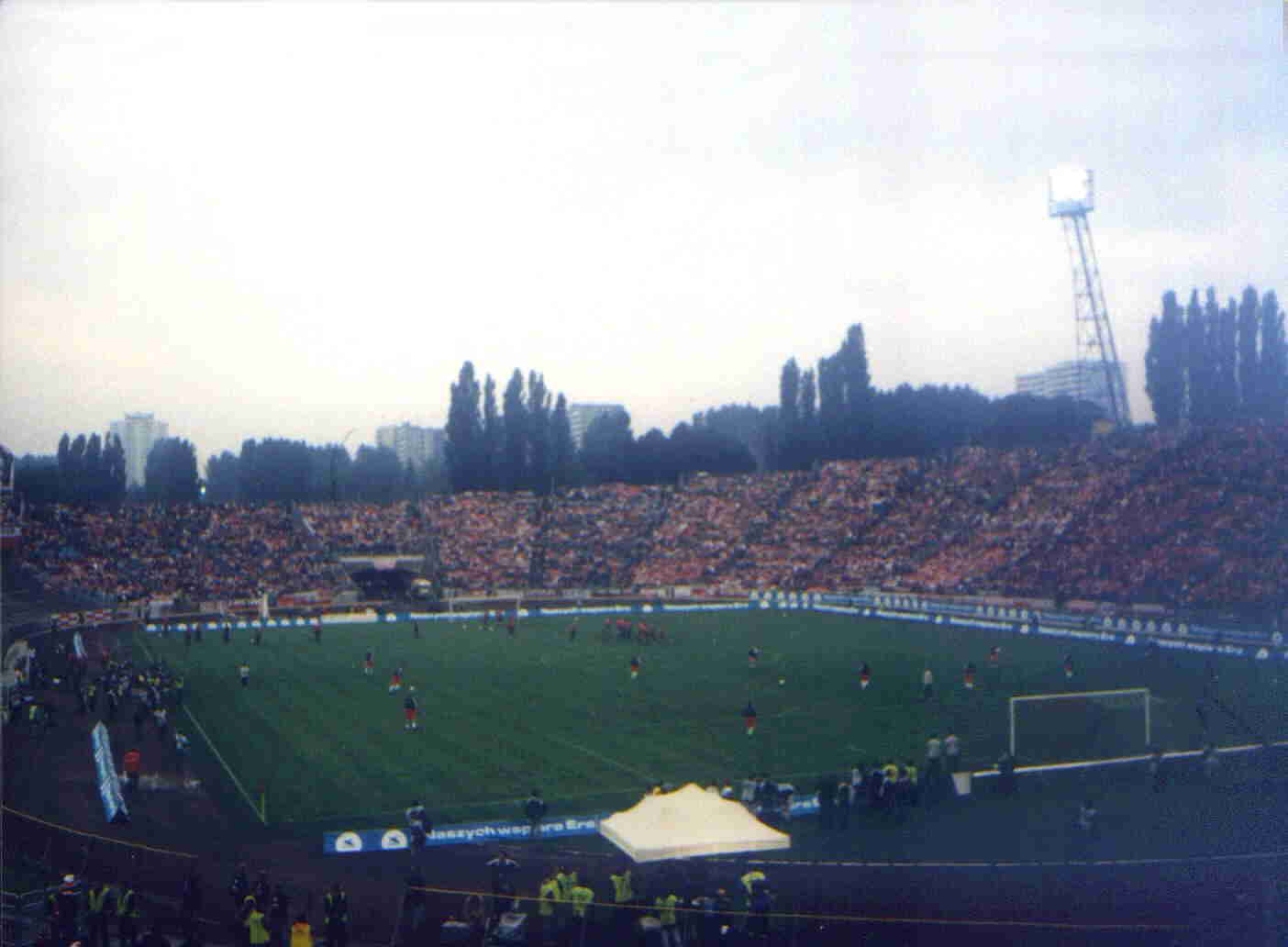
Länderspiel Polen gegen Norwegen (3:0) am 1. September 2001
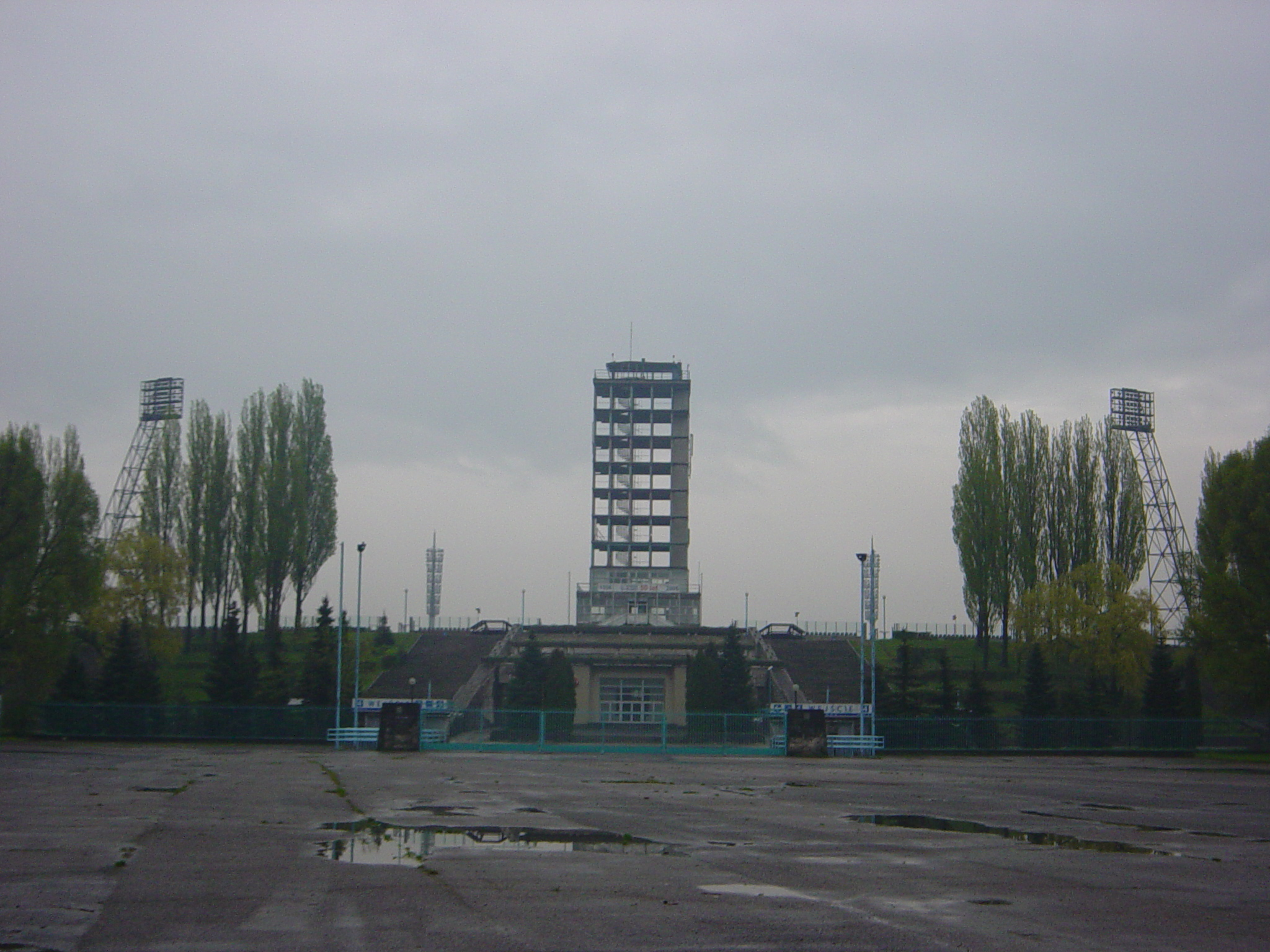
Der zum Stadiongelände gehörende Turm wurde 2008 abgerissen (2002)
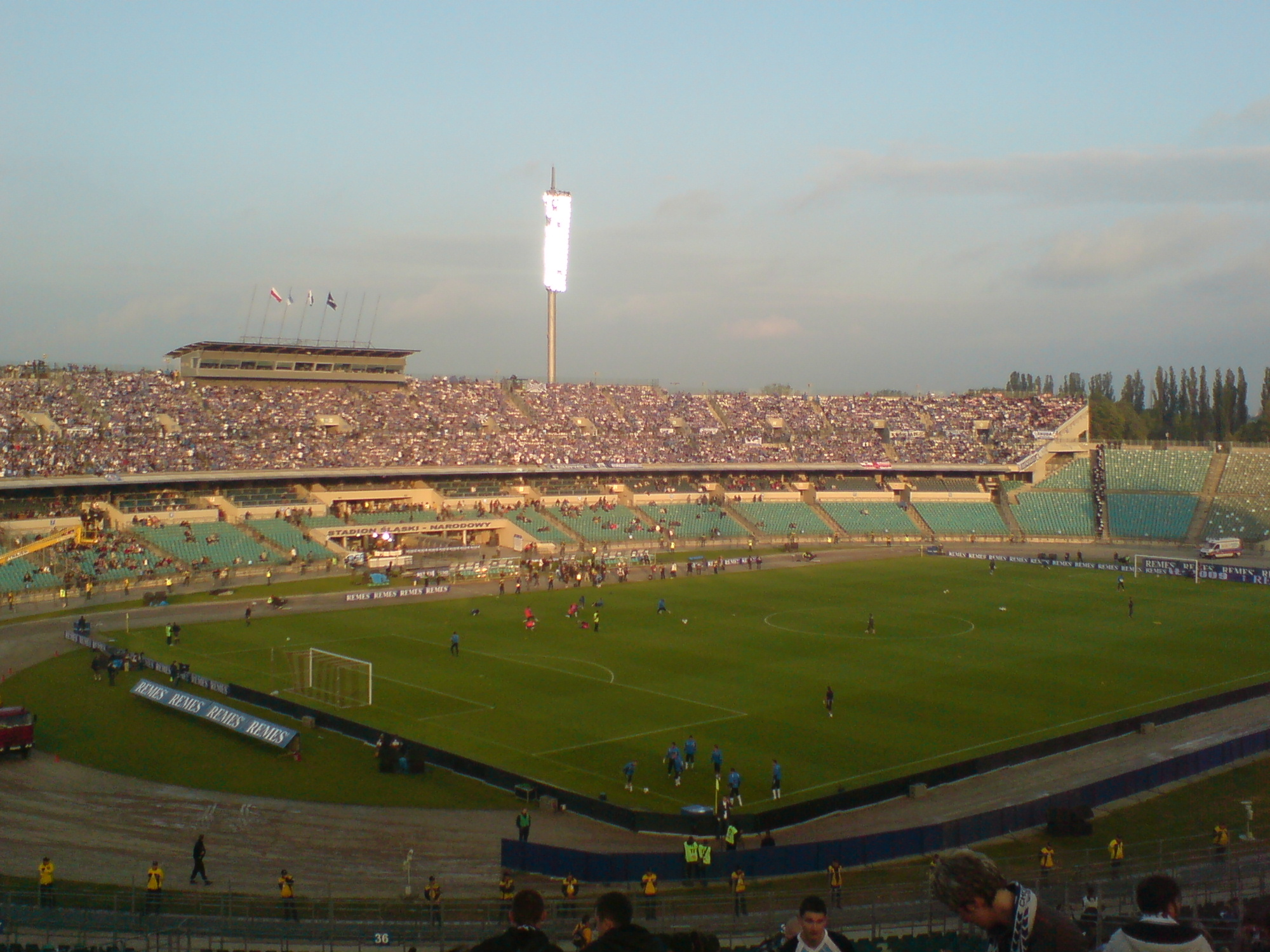
Polnisches Pokalfinale 2009 zwischen Ruch Chorzów und Lech Posen (0:1)
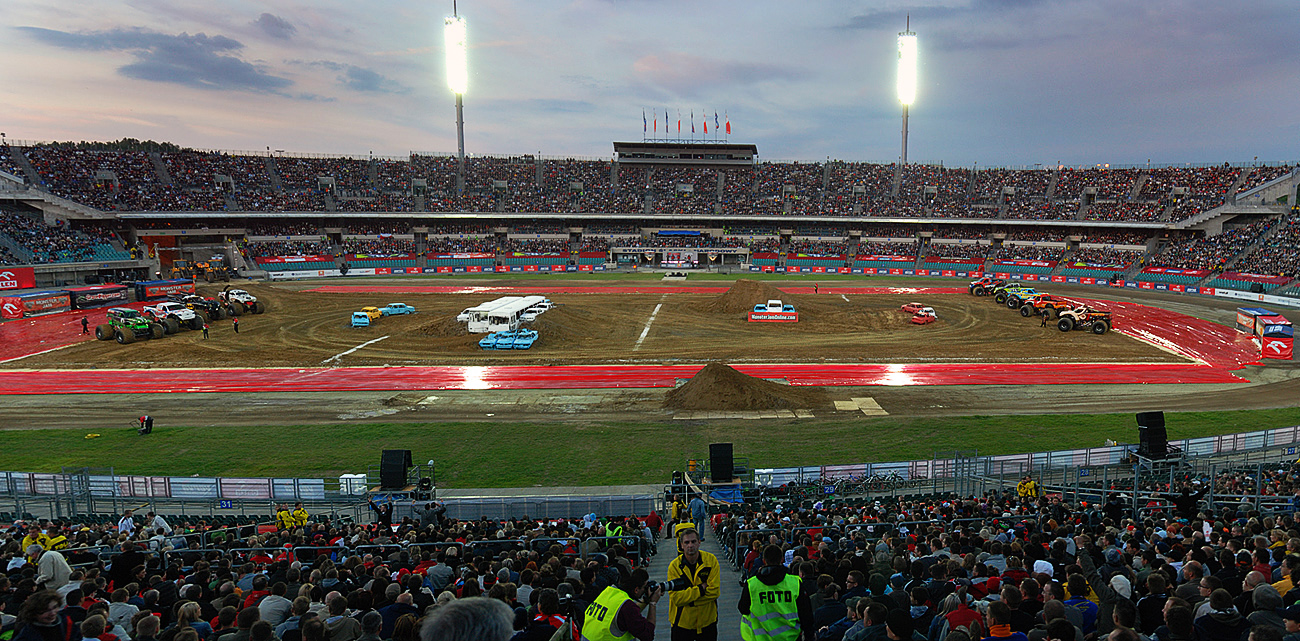
Monstertruck-Veranstaltung Monster Jam im Mai 2009
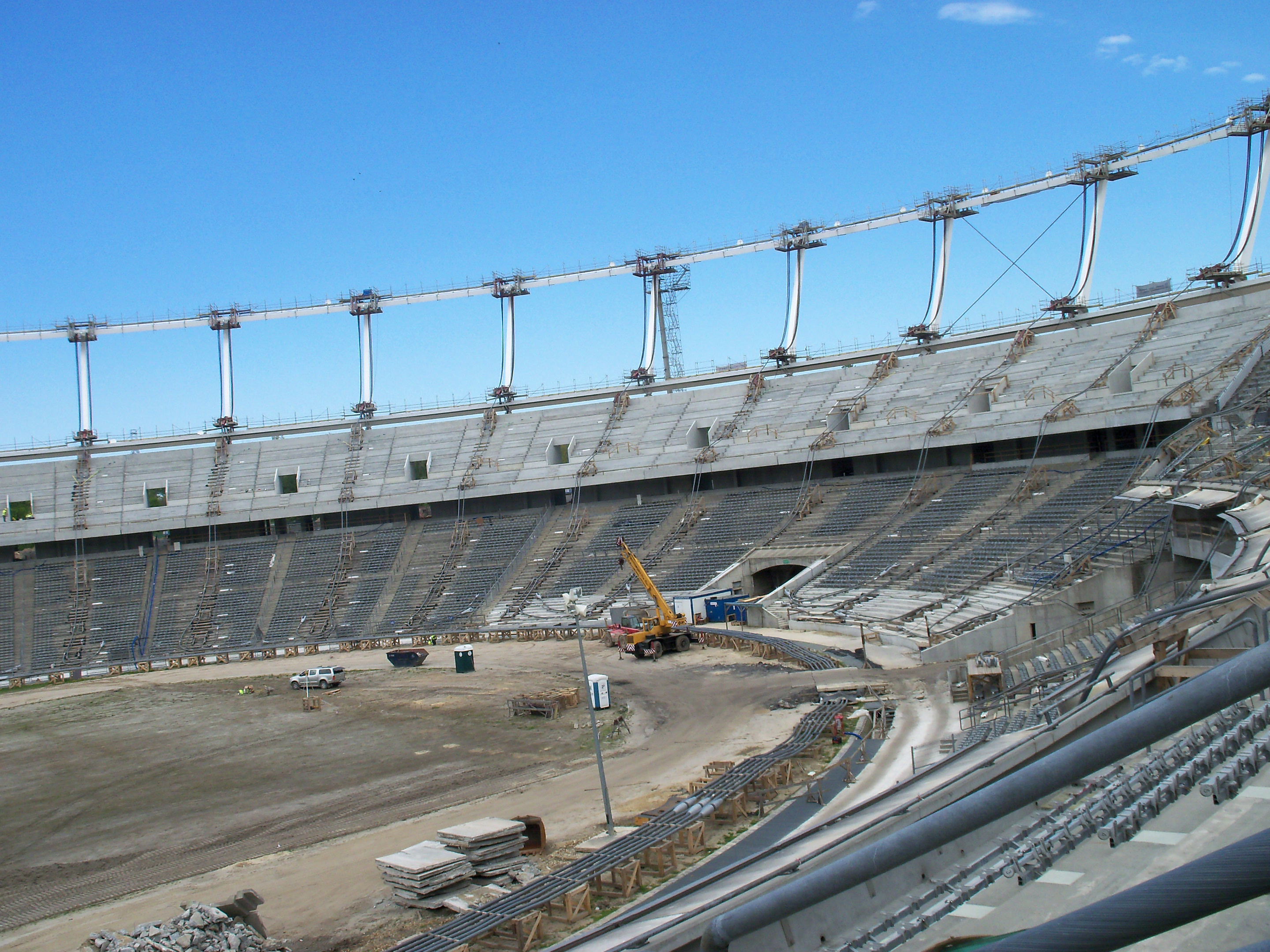
Der tragende Dachring auf dem Stadion im Mai 2011
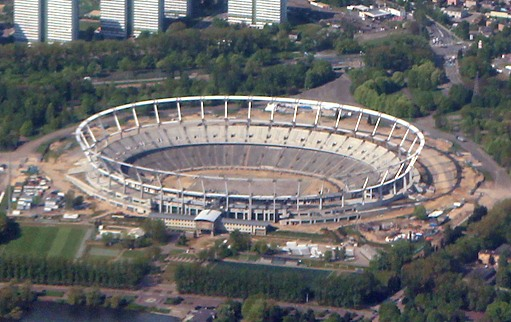
Das Stadion Mai 2013 während des Stillstands der Arbeiten
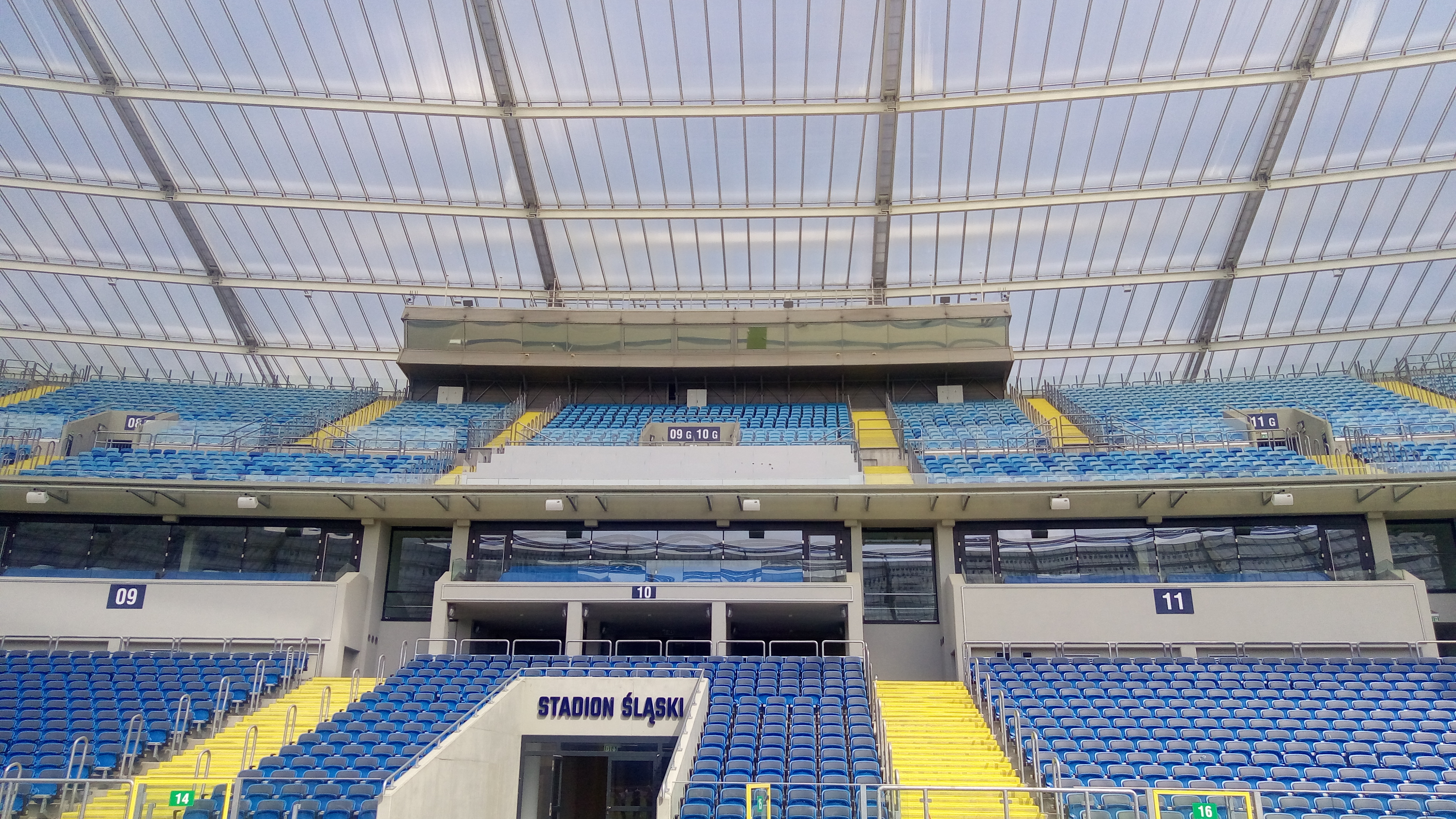
Die Logen auf der Haupttribüne (2018)
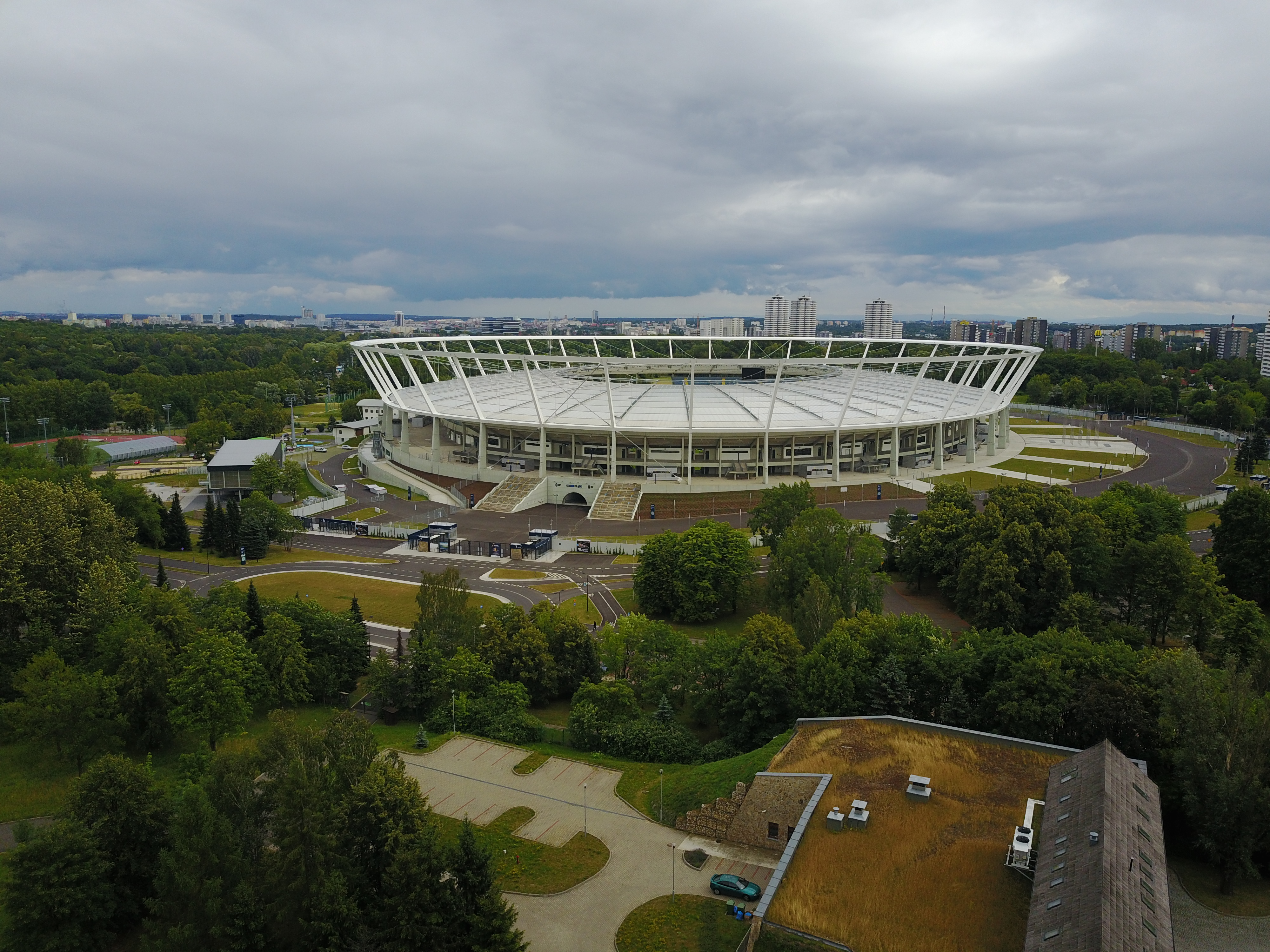
Außenansicht des Stadions im Juni 2018
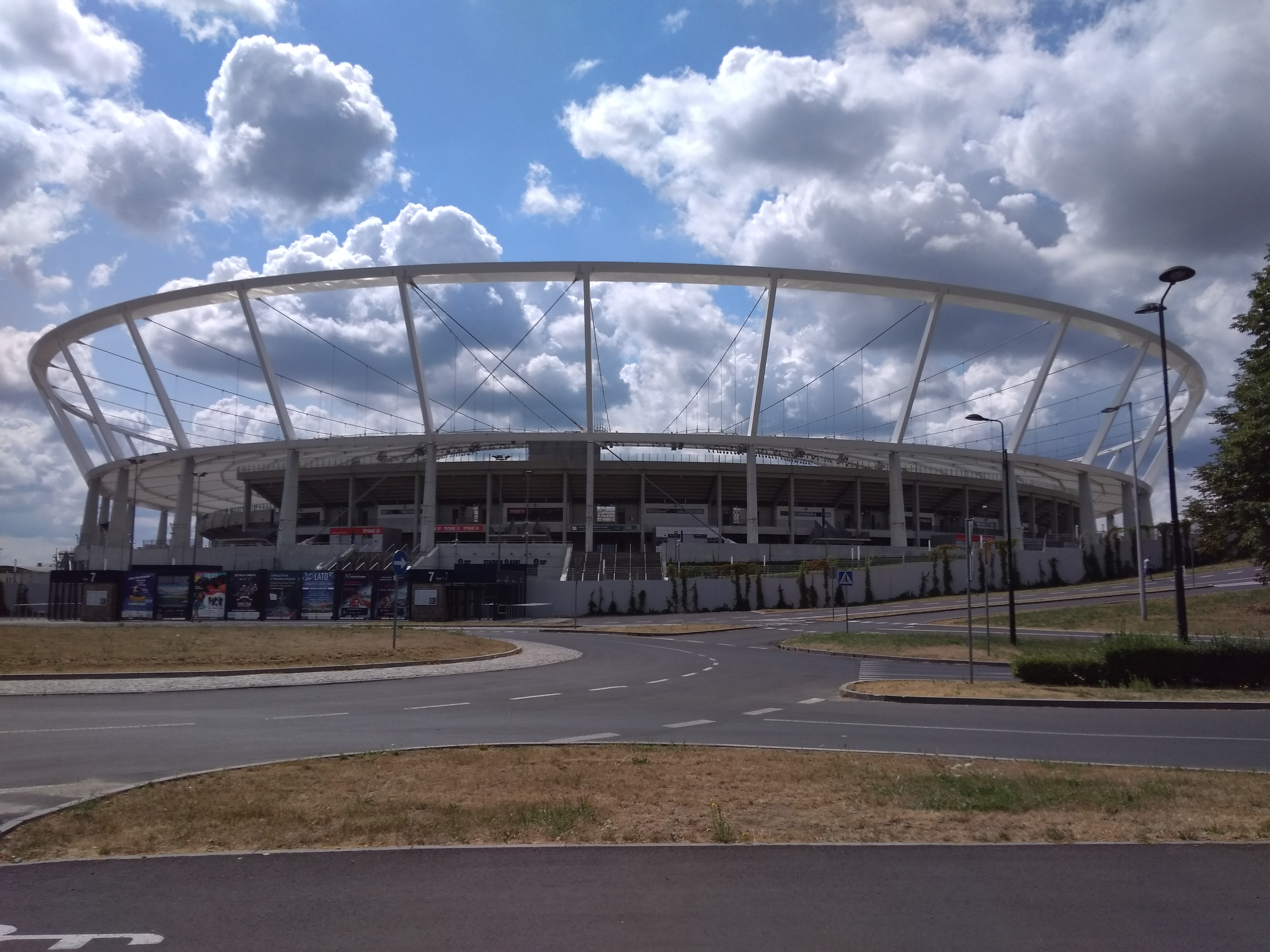
Außenansicht des Stadions im Juli 2019